# Absolut de La Gastine
Absolut de La Gastine is een sinds 1470 adellijk Frans geslacht.

## Geschiedenis
De familie Absolut de La Gastine is afkomstig uit Ile-de-France en heeft een bewezen stamreeks die teruggaat tot in de 14e eeuw. Adelsverheffing werd verkregen door décharge van een franc-fief in 1470; adelsbevestigingen volgden in 1667 en 1701. In 1808 volgde bij patentbrief de benoeming tot Baron de l'Empire, waarvan in 1865 de titelovergang volgde voor een ander lid van het geslacht (diens oudoom die verheven was tot baron was zonder nageslacht gebleven en de titel ging na dat besluit in 1865 op de achterneef over).
Het geslacht werd ingeschreven bij de ANF onder nummer 440. In 2007 leefden er nog negen mannelijke afstammelingen. In 1992 woonde het hoofd van het geslacht, baron Absolut de La Gastine, op het kasteel van La Gastine in La Villeneuve-en-Chevrie.